# Пам'ятник Іванові Франку (Полівці)
Пам'ятник Іванові Франку в Полівцях — пам'ятник поету, громадському діячу Іванові Франку, встановлений в селі Полівці Чортківського району на Тернопільщині.
Оголошений пам'яткою монументального мистецтва місцевого значення, охоронний номер 634.

## Історія
Пам'ятник встановлено 1959 року.